# Arnaudiella genistae
Arnaudiella genistae är en svampart som först beskrevs av Karl Wilhelm Gottlieb Leopold Fuckel, och fick sitt nu gällande namn av E. Müll. 1959. Arnaudiella genistae ingår i släktet Arnaudiella och familjen Microthyriaceae.  Arten är reproducerande i Sverige. Inga underarter finns listade i Catalogue of Life.